# Видречка
Видречка (Вида-речка) — река в России, протекает по территории Кемского района Карелии.
Вытекает из озера Карма на высоте 102,6 м над уровнем моря. Протекает через озёра Медвежью Ламбину, Чичи, Видозеро. Перед устьем принимает правый приток — ручей Кармаоя. Устье реки находится в 2,5 км по правому берегу реки Авнереки. Длина реки — 18 км.

## Данные водного реестра
По данным государственного водного реестра России относится к Баренцево-Беломорскому бассейновому округу, водохозяйственный участок реки — Кемь от Кривопорожского гидроузла и до устья. Речной бассейн реки — бассейны рек Кольского полуострова и Карелии, впадает в Белое море.
Код объекта в государственном водном реестре — 02020001012102000004689.